# Gabrielle Bertrand
Pour les articles homonymes, voir Gabrielle Bertrand (exploratrice) et Bertrand.
Gabrielle Bertrand, née Giroux le 15 mai 1923 à Cowansville où elle meurt le 10 août 1999, est une administratrice et femme politique canadienne du Québec.

## Biographie
Née à Sweetsburg en Estrie, Gabrielle Giroux épouse Jean-Jacques Bertrand, futur premier ministre unioniste du Québec et mère de Jean-François Bertrand, futur ministre dans le cabinet de René Lévesque.
Élue députée du Parti progressiste-conservateur du Canada dans la circonscription fédérale de Brome—Missisquoi en 1984, elle est réélue en 1988. Elle ne se représenta pas en 1993.
Lors de son passage à la Chambre des communes, elle est secrétaire parlementaire du ministre de la Santé nationale et du Bien-être social de 1984 à 1986 et du ministre de la Consommation et des Corporations de 1986 à 1987.
Gabrielle Bertrand meurt le 10 août 1999 à l'hôpital Brome-Missisquoi-Perkins de Cowansville.